# Selim Bouadla
Selim Bouadla (arabul سليم بوعدلا) (Rosny-sous-Bois, 1988. augusztus 26. –) francia–algériai labdarúgó.

## Pályafutása
2007. július 27-én debütált a francia másodosztályban az SC Bastia ellen.
2008. szeptember 20-án a Lyon ellen debütált a francia első osztályban. 2009. február 3-án kölcsönben a Paris FC-ben szerepelt.

### Debrecen
2011. július 9-én igazolt a DVSC csapatába. 2012 májusában elhódította a Magyar Kupát az MTK legyőzésével, majd ugyanebben a hónapban a bajnoki címet is megszerezte csapatával. A 2013-14-es szezonban ismét magyar bajnok lett. „Ha nem lett volna a sérülése akkor az NB1 legjobb középpályása lenne” nyilatkozta Kondás Elemér a DVSC vezetőedzője. Testvére is Slimane Bouadla is szerencsét próbált labdarúgóként, de ő mindössze két év alatt háromszor lépett pályára és nem lőtt gólt.

## Sikerei, díjai
Le Havre AC
- Francia másodosztály bajnoka: 2007-08

DVSC
- Magyar bajnok: 2011-12, 2013-2014
- Magyar kupa győztes: 2011-12

## Fordítás
Ez a szócikk részben vagy egészben  a   Selim Bouadla című angol Wikipédia-szócikk fordításán alapul.  Az eredeti cikk szerkesztőit annak laptörténete sorolja fel. Ez a jelzés csupán a megfogalmazás eredetét és a szerzői jogokat jelzi, nem szolgál a cikkben szereplő információk forrásmegjelöléseként.